# Taenaris littoralis
Taenaris littoralis är en fjärilsart som beskrevs av Rothschild 1916. Taenaris littoralis ingår i släktet Taenaris och familjen praktfjärilar. Inga underarter finns listade i Catalogue of Life.